# Gustavo Mendonça
Gustavo Pinto Mendonça (Amares, 11 marzo 2003) è un calciatore portoghese, centrocampista dell'AVS.

## Carriera

### Club
Mendonça è cresciuto nel settore giovanile del Benfica, con cui ha firmato il primo contratto professionistico il 7 ottobre 2019. Nel 2022 è rimasto svincolato ed ha firmato con il Canelas 2010 in Terceira Liga. L'anno successivo è passato all'AVS.

### Nazionale
Ha giocato con le nazionali giovanili portoghesi Under-16, Under-17 ed Under-20.

## Statistiche

### Presenze e reti nei club
Statistiche aggiornate al 15 dicembre 2024
| Stagione        | Squadra         | Campionato      | Campionato | Campionato | Coppe nazionali | Coppe nazionali | Coppe nazionali | Coppe continentali | Coppe continentali | Coppe continentali | Altre coppe | Altre coppe | Altre coppe | Totale | Totale | Totale |
| Stagione        | Squadra         | Comp            | Pres       | Reti       | Comp            | Pres            | Reti            | Comp               | Pres               | Reti               | Comp        | Pres        | Reti        | Pres   | Reti   |        |
| --------------- | --------------- | --------------- | ---------- | ---------- | --------------- | --------------- | --------------- | ------------------ | ------------------ | ------------------ | ----------- | ----------- | ----------- | ------ | ------ | ------ |
| 2022-2023       | Canelas 2010    | TL              | 25         | 1          | CP              | 1               | 0               | -                  | -                  | -                  | -           | -           | -           | 26     | 1      |        |
| 2023-2024       | AVS             | LdH             | 23+1       | 1+0        | CP+CdL          | 1+2             | 0               | -                  | -                  | -                  | -           | -           | -           | 27     | 1      |        |
| 2024-2025       | AVS             | PL              | 4          | 0          | CP+CdL          | 1+0             | 0               | -                  | -                  | -                  | -           | -           | -           | 5      | 0      |        |
| Totale AVS      | Totale AVS      | Totale AVS      | 28         | 1          |                 | 4               | 0               |                    | -                  | -                  |             | -           | -           | 32     | 1      |        |
| Totale carriera | Totale carriera | Totale carriera | 53         | 2          |                 | 5               | 0               |                    | -                  | -                  |             | -           | -           | 58     | 2      |        |